# Adolf Rein
Gustav Adolf Rein (* 16. August 1885 in Eisenach; † 6. Januar 1979 in Hamburg) war ein deutscher Historiker und nationalsozialistischer Hochschulpolitiker. Als Staatskommissar (ab 1933) sowie als Rektor der Universität Hamburg (1934–1938) hatte er maßgeblichen Anteil an der Gleichschaltung der Hochschule sowie an der Entlassung zahlreicher jüdischer und politisch unliebsamer Professoren.

## Leben und Wirken

### Akademischer Werdegang
Adolf Rein, Sohn des Pädagogen Wilhelm Rein, studierte Geschichte in Jena, Florenz, Paris und Leipzig, wo er 1910 bei Karl Lamprecht zum Dr. phil. promoviert wurde. Nach Auslandsaufenthalten in Großbritannien und den USA habilitierte er sich 1914 mit einer Arbeit über Die Verfassung der Vereinigten Staaten von Nordamerika an der damaligen Kaiser Wilhelm-Universität Straßburg.
Nach der Teilnahme am Ersten Weltkrieg wechselte Rein 1919 an die neu gegründete Hamburger Universität, wo er als Nordamerikaexperte sogleich Mitglied des Senatsausschusses für Auslandskunde wurde und 1927 ein Extraordinariat für Kolonial- und Überseegeschichte erhielt.

### Hochschulpolitiker und Rektor in Hamburg zur Zeit des Nationalsozialismus
1932 verfasste Rein seine einflussreiche Schrift Die Idee der politischen Universität, in der er eine „Anpassung der Wissenschaften an die Erfordernisse der Zeit“ propagierte. Zum 1. Mai 1933 trat er der NSDAP bei (Mitgliedsnummer 3.000.707). Unterstützt vom Nationalsozialistischen Deutschen Studentenbund, wurde Rein im Mai 1933 zum Regierungsdirektor in der Hamburger Hochschulbehörde ernannt, mit weitreichenden Vollmachten ausgestattet und begann in der Folge, die Universität nach seinen Vorstellungen umzugestalten. In diese Zeit fiel unter anderem die Entlassung zahlreicher jüdischer und politisch unliebsamer Professoren. Im September 1933 wurde Rein ordentlicher Professor für Kolonial- und Überseegeschichte und Geschichte des Deutschtums im Ausland. Im November 1933 unterzeichnete er das Bekenntnis der deutschen Professoren zu Adolf Hitler. Nach der Verabschiedung eines neuen Hochschulgesetzes, das die akademische Selbstverwaltung zugunsten des Führerprinzips des NS-Staats abschaffte, übernahm Rein 1934 das Amt des Rektors und behielt es bis 1938. In dieser Zeit betrieb er die Neugründung des Hamburger Kolonialinstituts – nunmehr als nationalsozialistische Forschungsstätte – sowie die Ansiedlung einer Außenstelle der Hohen Schule der NSDAP, die er von 1938 bis 1945 selbst leitete.
Rein nahm als Gast im März 1941 an der Eröffnung des Instituts zur Erforschung der Judenfrage von Alfred Rosenberg in Frankfurt am Main teil.

### Nachkriegszeit
Nach Kriegsende wurde Rein im August 1945 von der britischen Militärregierung aus dem Hochschuldienst entlassen. Obwohl es ihm in der Folge gelang, im Rahmen der Entnazifizierung nur als „Mitläufer“ und später gar als „entlastet“ eingestuft zu werden, scheiterte er bis zu seinem Tod mehrfach bei dem Versuch, wieder als Professor in die Universität aufgenommen zu werden.
Stattdessen organisierte Rein intellektuelle Gesprächskreise, aus denen später u. a. der Wissenschaftliche Studienkreis der Evangelischen Akademie Hamburg hervorging, und beteiligte sich 1950 an der Gründung der Ranke-Gesellschaft, deren Vorsitz er bis 1968 behielt. 1953 trat Rein erstmals wieder im Rahmen einer Veranstaltung der Evangelischen Akademie in der Universität auf; 1955 wurde er Vorsitzender des Stiftungsrats der Alfred Toepfer Stiftung F.V.S., dem er auf Wunsch von Alfred Toepfer bereits seit Juni 1933 angehört hatte.
Rein gab zusammen mit Wilhelm Schüßler seit 1962 die Jahrhundertausgabe von Bismarcks Werken in Auswahl heraus. Er begründete die Zeitschrift Das Historisch-Politische Buch, die im Muster-Schmidt Verlag erschien. Seine Weltanschauung hatte sich nicht geändert.

„In der Vorgeschichte des Kriegseintrittes von Nordamerika hat unzweifelhaft der von Hitler ständig bekämpfte ‚Weltfeind‘, das Judentum, zu den Beratern des Präsidenten gehört.“

In der Sowjetischen Besatzungszone wurden Reins Schriften Die Wahrheit über Hitler aus englischen Munde, Warum führt England Krieg? (beide Junker & Dünnhaupt, Berlin 1940) und Europa und das Reich (Essener Verlagsanstalt, Essen 1943) sowie das von ihm unter dem Pseudonym Reinhard Wolf verfasste Zyperns Leidensweg. Deutsche Informationsstelle, Berlin 1940, inklusive aller fremdsprachlichen Ausgaben auf die Liste der auszusondernden Literatur gesetzt.